# Dartmouth Park
Dartmouth Park est un quartier résidentiel de la ville de Londres, situé dans le district de Camden. On y trouve notamment l'église St Mary Brookfield ainsi qu'un espace vert qui a donné son nom à Dartmouth Park.

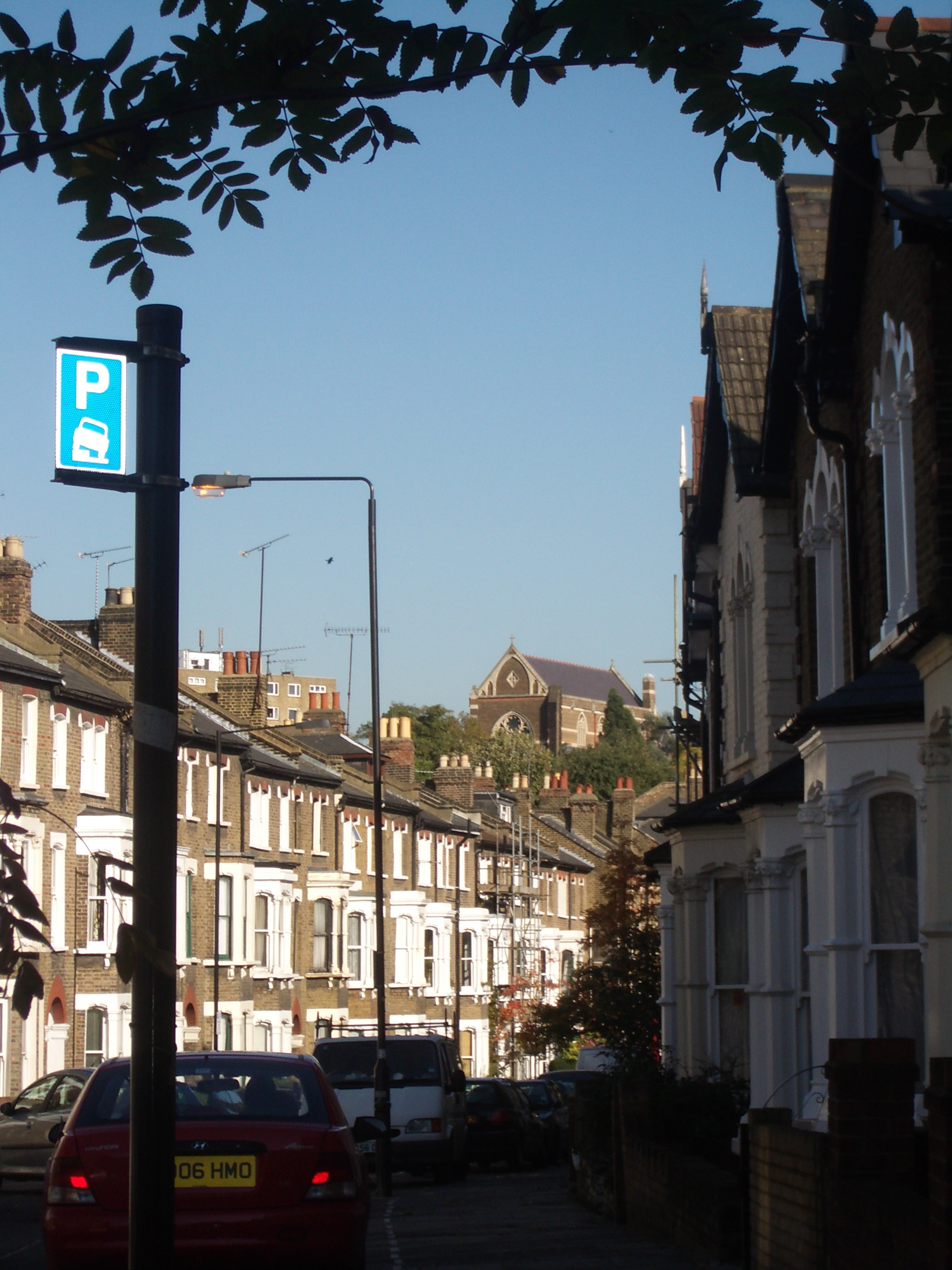
Chetwynd Road.